# 1241 Dysona
1241 Dysona este un asteroid din centura principală, descoperit pe 4 martie 1932 de Harry Edwin Wood.